# Leiophron guttatipidis
Leiophron guttatipidis är en stekelart som först beskrevs av Loan 1979.  Leiophron guttatipidis ingår i släktet Leiophron och familjen bracksteklar. Inga underarter finns listade i Catalogue of Life.